# Karl-Martin Pold

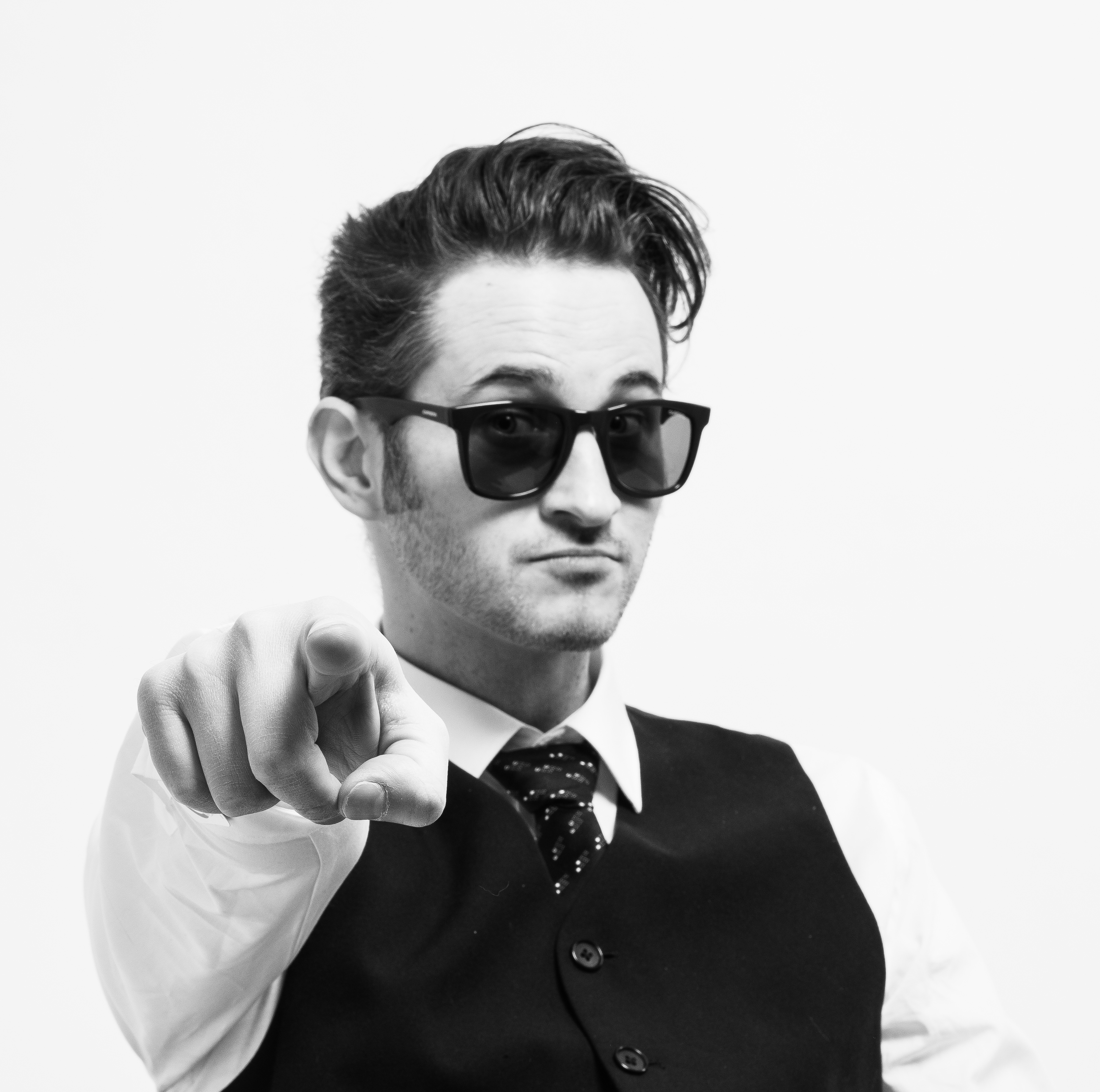
Regisseur Karl-Martin Pold 2019

Karl-Martin Pold (* 10. August 1981 in Melk) ist ein österreichischer Regisseur, Autor, Produzent und Journalist und gilt als Crowdfunding- bzw. Crowdsourcing-Pionier im deutschsprachigen Raum.

## Werdegang
Er wuchs in Pöggstall, Region Waldviertel, Niederösterreich auf und studierte an der Universität Wien Theater-, Film- und Medienwissenschaften sowie an der Fachhochschule Joanneum in Graz und an der Universität Sankt-Petersburg Unternehmenskommunikation und Journalismus. Während des Studiums war er in den USA, Russland, Spanien, Frankreich und Deutschland tätig. Seine Studien schloss er mit dem Magistertitel ab. Dabei schrieb er zwei Diplomarbeiten über Bud Spencer. Ausgehend von der Diplomarbeit „Sie nannten ihn Spencer“ gründete er das Budspencermovie-Projekt. Neben der Tätigkeit als Filmemacher arbeitete Pold auch als Autor für den Ueberreuter Verlag. Unter dem Pseudonym Viktor Vosko schrieb er „Das Fetisch-Experiment: Undercover in der Szene.“ Er ist Mitglied des Verbands Filmregie Österreich.

## Wirken

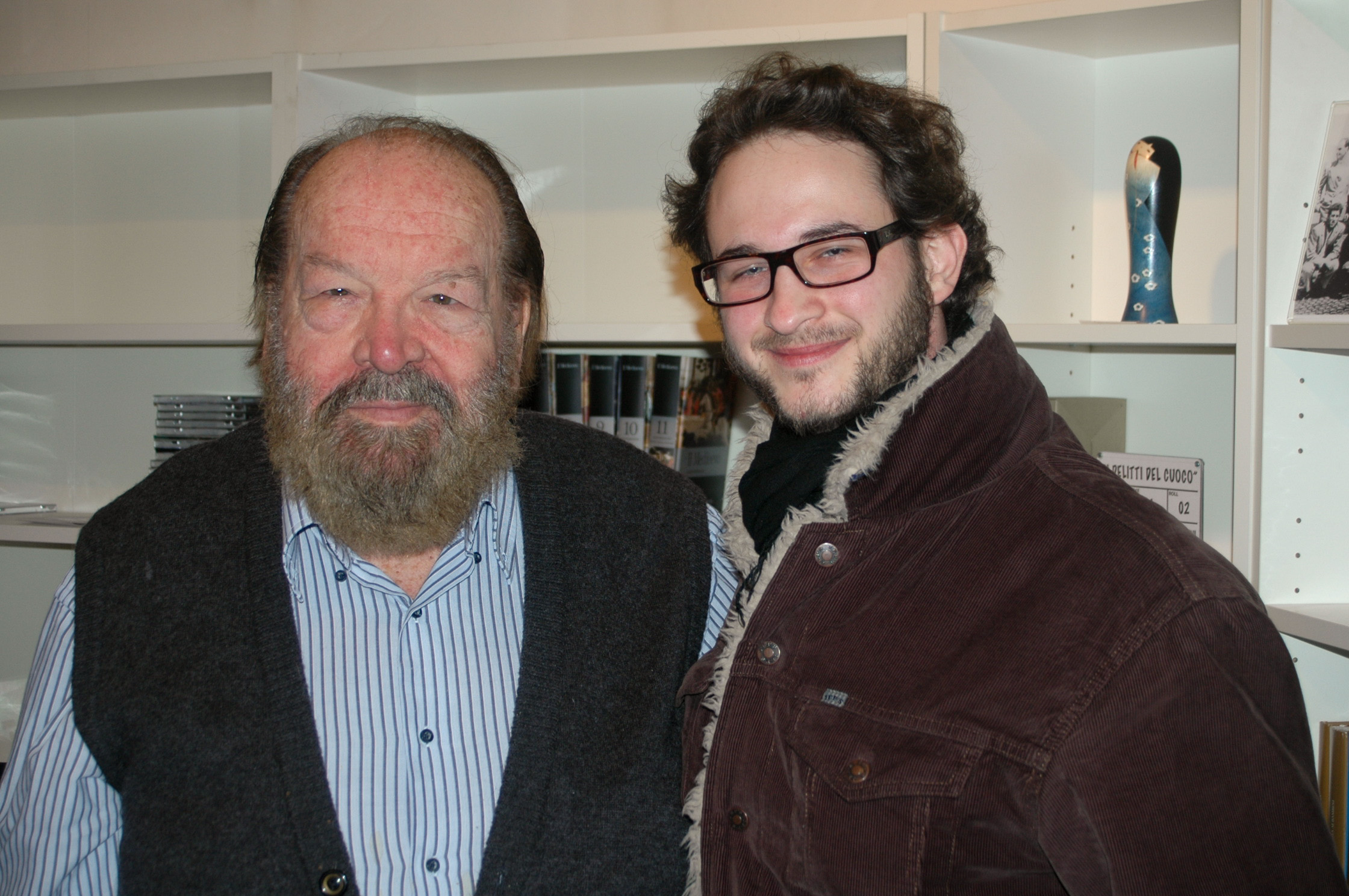
Bud Spencer und Karl-Martin Pold (2009)

Mit dem Dokumentarfilm Sie nannten ihn Spencer schuf Pold österreichische Filmgeschichte. Nie zuvor gab es ein Kinofilmprojekt, das die Möglichkeiten der interaktiven Filmproduktion in diesem Ausmaß nutzte. Die von ihm geschaffene Plattform Budspencermovie ermöglichte es der Fancommunity, aktiv am Entstehungsprozess des Bud-Spencer-Dokumentarfilms zu partizipieren. Pold schaffte es dabei, über die Plattform 270.000 Followers auf Facebook zu generieren, das sind mehr als beispielsweise FM4 oder Rapid Wien. Kein anderes Dokumentarfilmprojekt im deutschsprachigen Raum brachte es auf ähnliche Zahlen.
Ab 2012 leitete er drei erfolgreiche Crowdfunding-Kampagnen und war zu diesem Thema auch als Gastautor und Lektor an zahlreichen Universitäten und Branchentreffen tätig (u. a. HTW Chur, deutsche Gamestage „Quo Vadis“, Internationale Kurzfilmtage Winterthur, Dokville).
Weiters leitete er Onlinemarketingkampagnen für Kinofilme wie „What happiness is“ oder „Stille Reserven“ und produzierte Werbe- und Imagefilme unter anderem für Interspar und GlobeAir und war als Spielerfinder und Redakteur für den ORF und Pro Sieben tätig.

## Filmografie (Auswahl)
Regie, Produktion, Drehbuch
- 1998: Heart and Cross (Kurzfilm)
- 1999: Deus Post Me (Kurzfilm)
- 2001: Mosted Dead (Spielfilm)
- 2009: Sie nannten ihn Spencer (Kurzfilm)
- 2010: Be Bud of it (Werbeclip)
- 2014: True Love 2.0 (Kurzfilm)
- 2014: Bacchus – der Film (Kurzfilm)
- 2015: Happy (Werbespot für SPAR)
- 2017: Sie nannten ihn Spencer (Kinodokumentarfilm)
- 2019: Sie nannten ihn Spencer – Comedyversion
- 2018: Alexa (Werbespot für GlobeAir)
- 2022: Mein Papa die Supernase (mit Thomas Gottschalk und Mike Krüger)
- 2023: The Gentle (Kinodokumentarfilm über Mensur Suljović)

## Auszeichnungen
- 2000: Youki Award
- 2009: Camgaroo Award
- 2010: Content Award